# أندرو غاردنر (صحفي)
أندرو غاردنر (بالإنجليزية: Andrew Gardner)‏ هو صحفي بريطاني، ولد في 25 سبتمبر 1932، وتوفي في 2 أبريل 1999 بسبب نوبة قلبية.